# HRB R IIIc

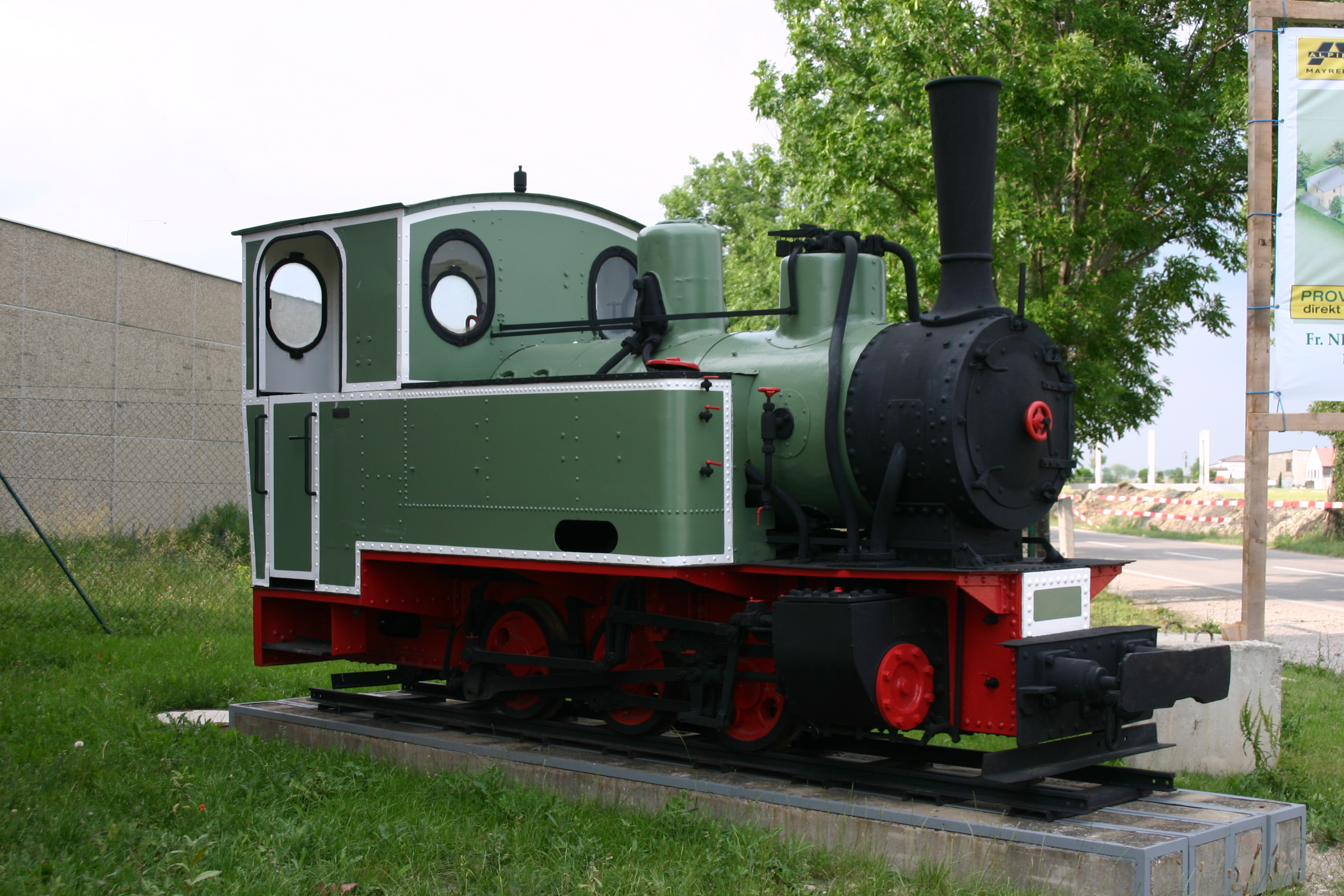
Ex k.u.k. HRB RIIIc 418, aufgestellt vor der Niederlassung der Universale Hoch- und Tiefbau Gesellschaft in Trumau

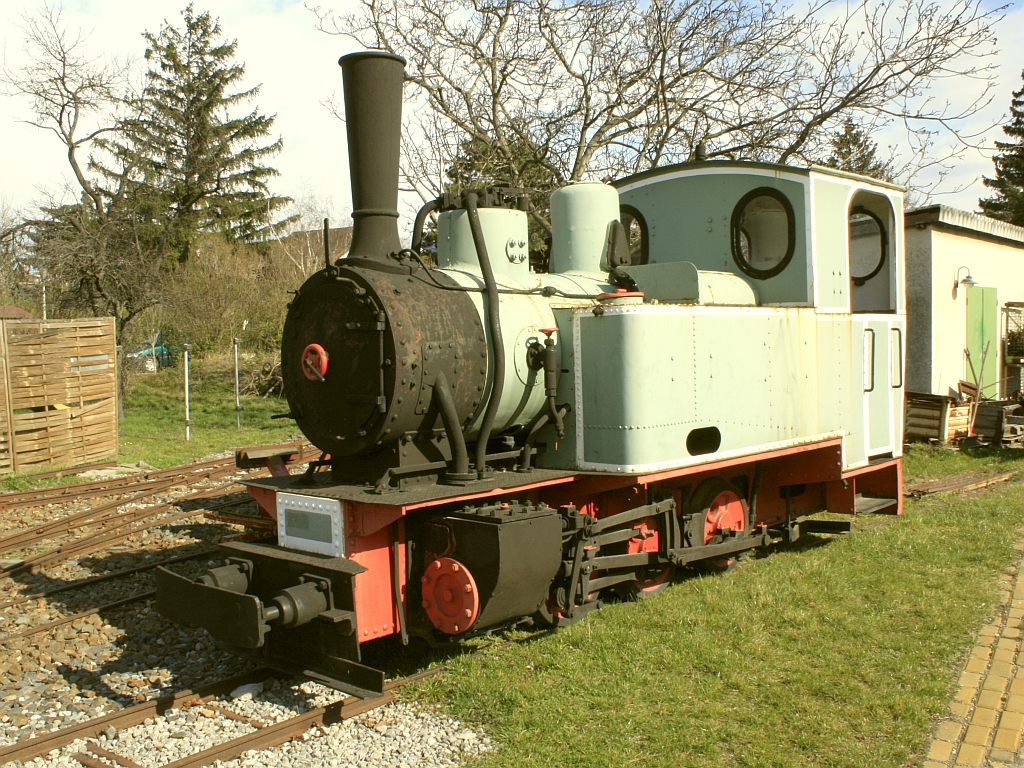
RIIIc 418 im Eisenbahnmuseum Schwechat

Unter der Bezeichnung RIIIc fassten die k.u.k. Feldbahn (respektive die dazugehörigen Heeresrollbahnen) mehrere Baureihen von 600mm Rollbahn-Dampflokomotiven ähnlicher Baumerkmale zusammen.

## Definition und Geschichte
Während eine Baureihe meistens durch Übereinstimmungen der Konstruktionspläne definiert wird, klassifizierte die k.u.k Feldbahn lediglich aufgrund der Spurweite, Achsdruck und Anzahl der gekuppelten Achsen. Dadurch lieferten die Hersteller Henschel, Krauss/Linz, Lokomotivfabrik Floridsdorf, Wiener Neustädter Lokomotivfabrik, Lokomotivfabrik der StEG, Breitfeld & Danek, Erste Böhmisch-Mährische Maschinenfabrik sowie Smoschewer & Co. Lokomotiven, welche sich in Konstruktion und äußeren Erscheinungsbild stark unterschieden und nur zum Teil in Nummerngruppen zusammengefasst wurden. 
Aufschlüsselung der Bezeichnung anhand der Lok RIIIc. 418:
R - Rollbahn (600mm)
III - drei gekuppelte Achsen 
c - Achsdruck-Klasse (3,0 bis 3,5 t.)
418 - "fortlaufende" Nummer
Die ersten Maschinen waren eine Vorserie von sechs Stück 60 PS starker Dreikuppler von Krauss/Linz für die Lokomotivrollbahn in Miechów und wurden im Februar 1916 abgeliefert. Grund war die Einführung der Rollbahnen mit Spurweite 600 mm nach deutschem Vorbild, so konnten bereits zahlreich bei den Herstellern vorhandene Maschinen übernommen werden. Am 25. Oktober 1916 bestellte das Kriegsministerium eine erste Serie von 30 Stück bei Henschel, am 28. August 1917 folgte nochmals eine Order von 40 Exemplaren. Aufgrund der Bewährung der Henschel-Type bestellte das Ministerium am 8. Januar 1918 insgesamt 250 Stück unterschiedlicher Bauart bei verschiedenen Herstellern. Von einer Anschlussbestellung von 25 Stück bei Schmoschewer & Co. konnten bis Kriegsende nur 19 Exemplare abgeliefert werden.  
Aufgrund der Unmöglichkeit der amtlichen Erprobung jeder einzelnen Maschine wurde rein auf die militärische Überwachung der Herstellung vertraut und lediglich eine Maschine pro Hersteller auf der Feldbahn des Kriegsgefangenenlagers Feldbach erprobt und abgenommen. 

### Verbleib
Nach dem Ersten Weltkrieg wurden die meisten Exemplare durch die Sachdemobilisierungskommission an Werks-, Wald- und Feldbahnen sowie Industrie- und Bauunternehmen verkauft. Einige wenige gelangten auch zu öffentlichen Eisenbahnunternehmen. Die letzten R IIIc fuhren noch bis in die 1970er-Jahre auf der Industriebahn Mladějov in Mähren. Ein rekonstruiertes und durch einen Stütztender verstärktes Exemplar ist bei der dortigen Museumsbahn betriebsfähig erhalten geblieben.
Weitere R IIIc sind noch bei Eisenbahnmuseen und Feldbahnsammlungen in Österreich, Tschechien, der Slowakei, in Slowenien, Bosnien-Herzegowina, Polen, Italien und Belgien erhalten.
Im Frankfurter Feldbahnmuseum befindet sich auch eine Lokomotive, die zu den von Henschel gelieferten RIIIc baugleich ist.

## Bilder

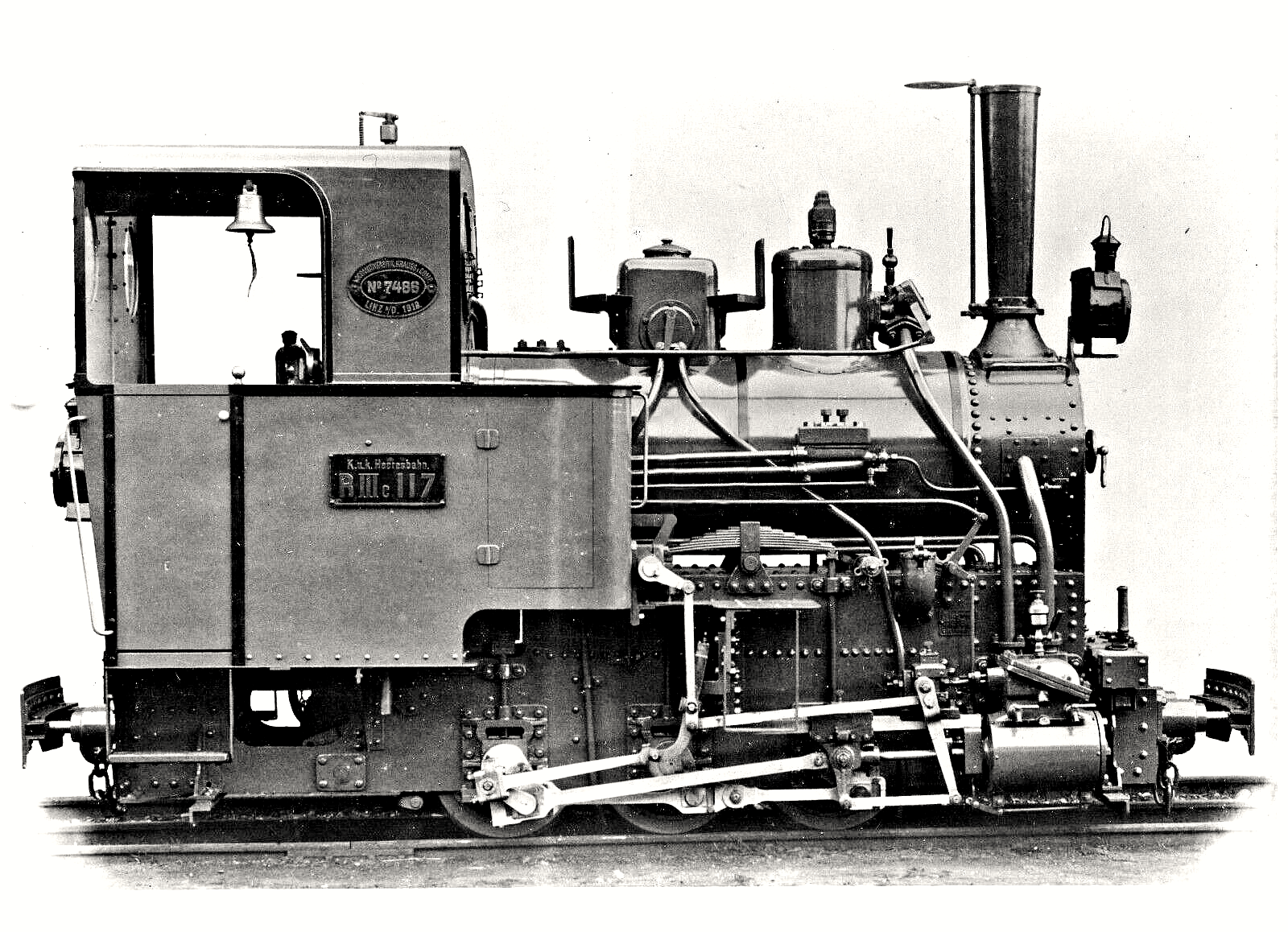
Werkfoto der R IIIc 117 (Krauss/Linz 7486/1918)
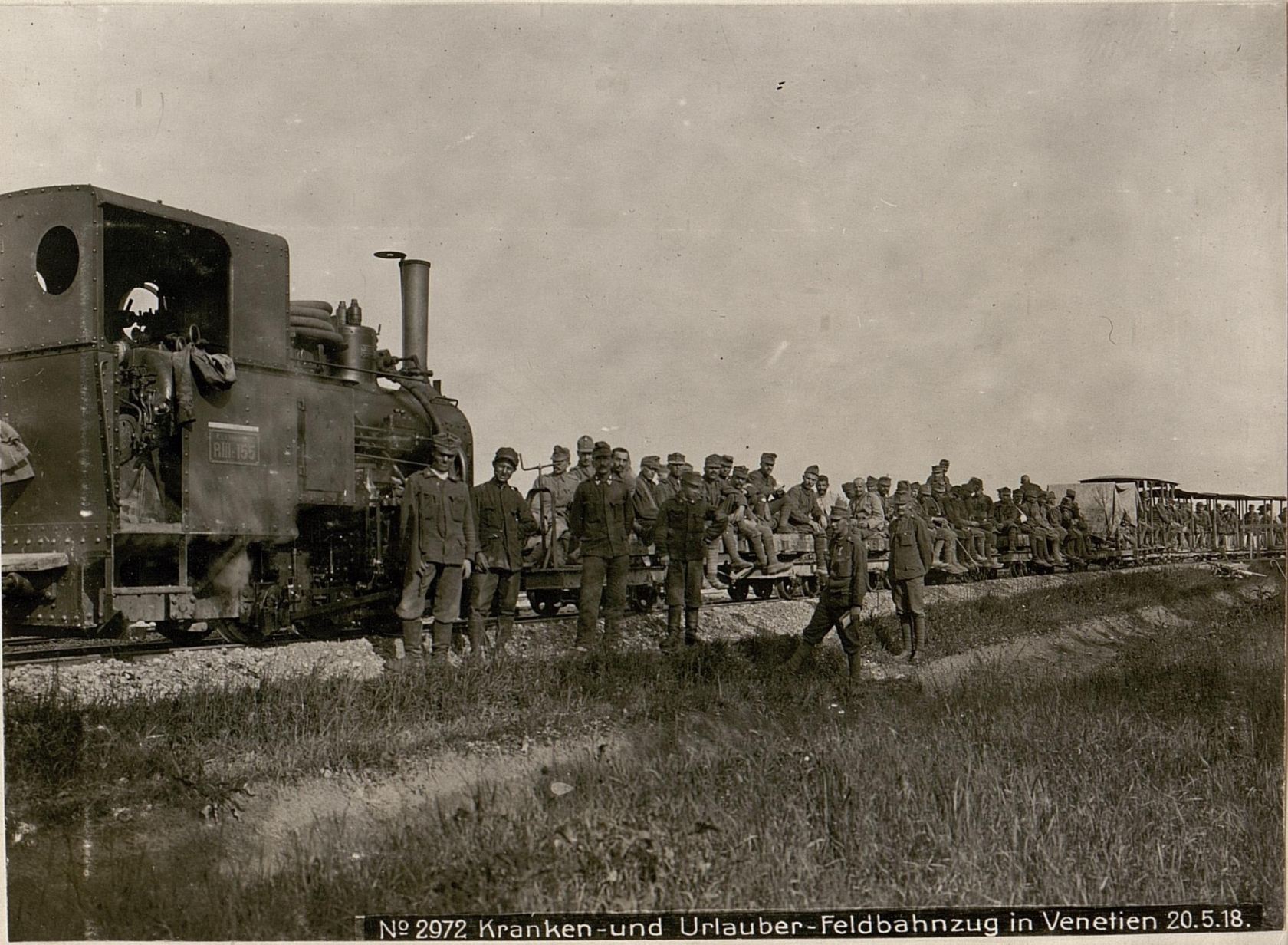
R IIIc 155 (WLF, 1918) im Einsatz in Venetien (20. Mai 1918)
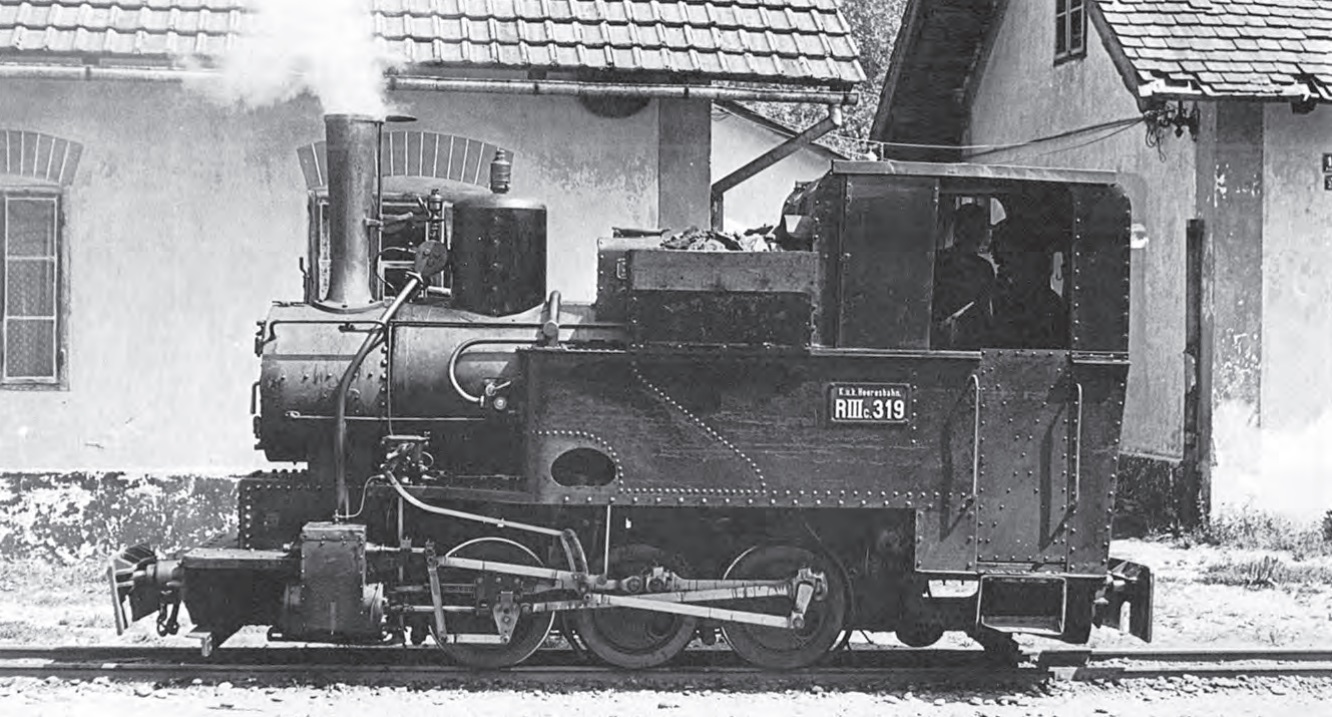
RIIIc 319 (Breitfeld & Danek, 1918)
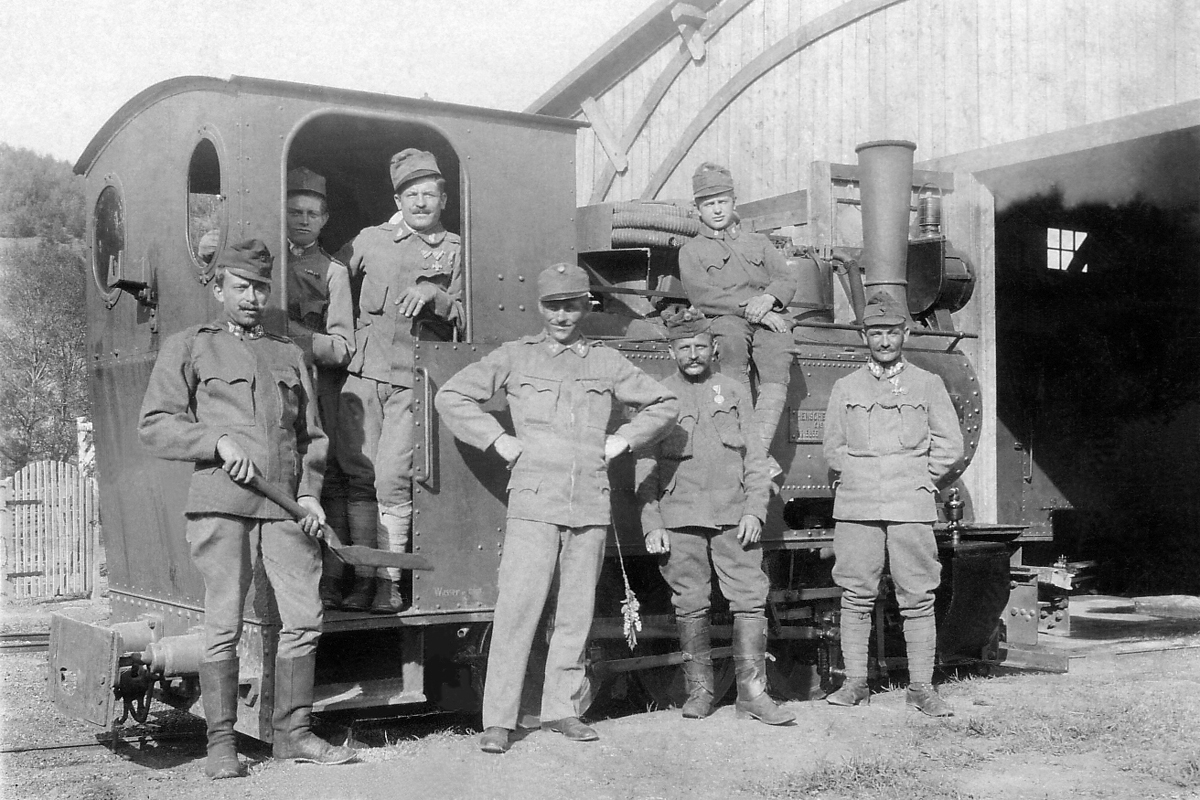
RIIIc 419 in Dorna Watra (19. Mai 1918)
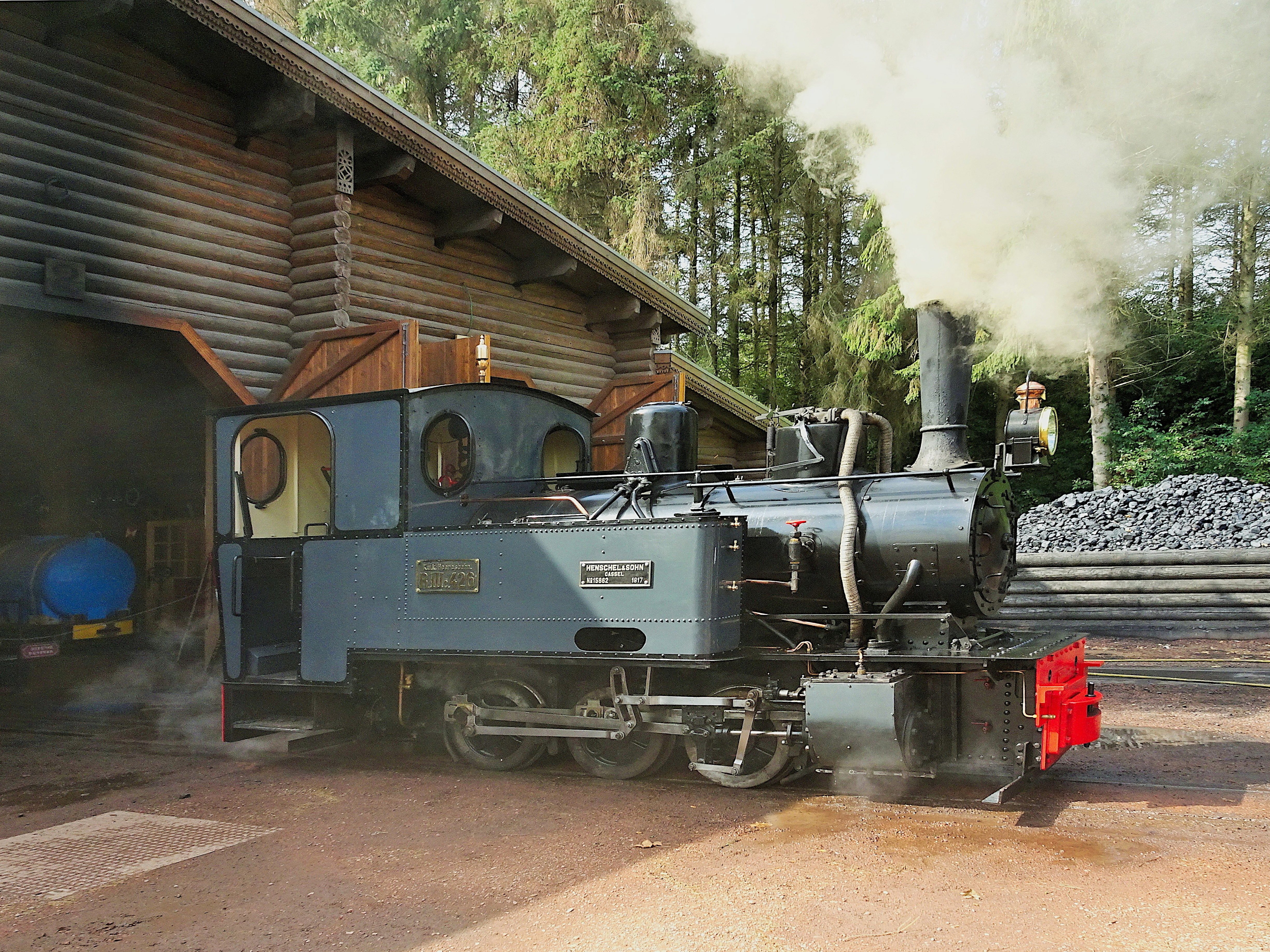
RIIIc 426 (Henschel, 1917), Dampfeisenbahn von Pairi Daiza in Belgien
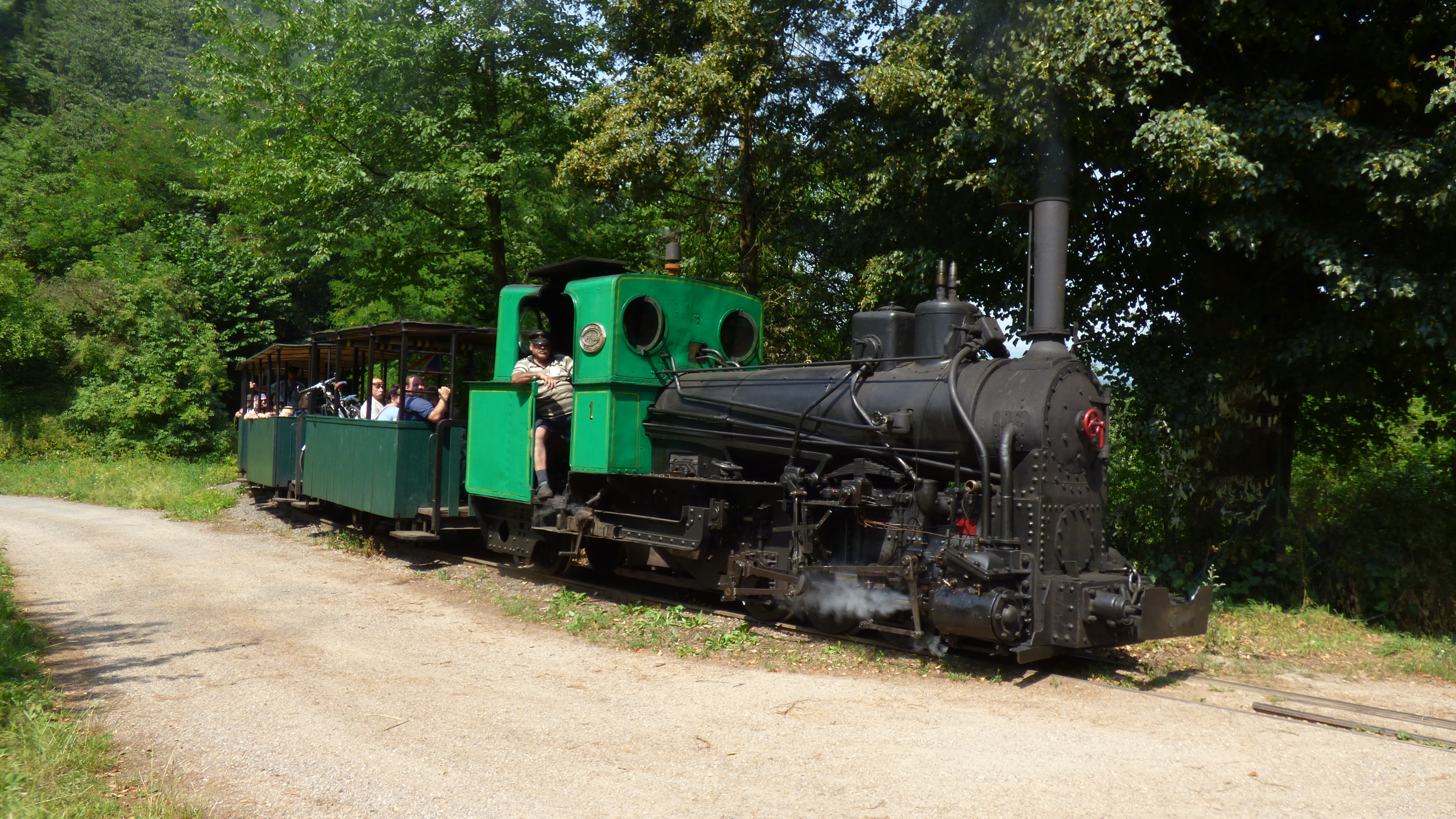
C´1-Stütztender Lok der Industriebahn Mladejov, ex R IIIc von Krauss/Linz (1918)
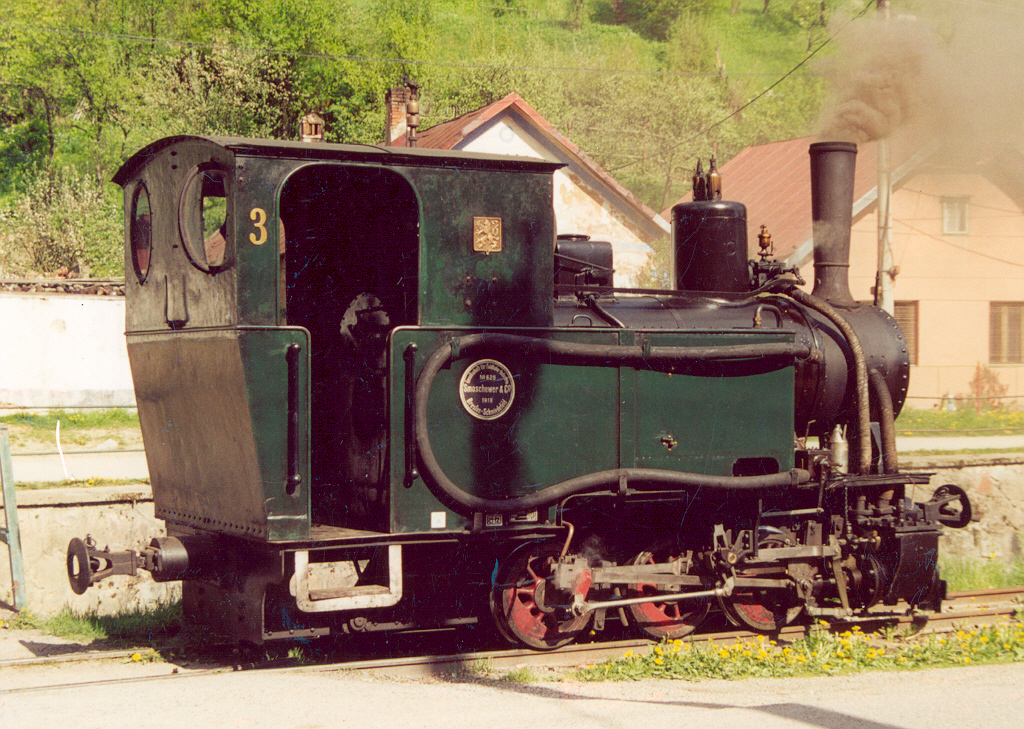
ČSD U 33.9 (Schmoschewer 1918) bei der Schwarzgranbahn